# Minho (zespół metropolitalny)
Wielki Zespół Metropolitalny Minho (port. Grande Área Metropolitana do Minho) – pomocnicza jednostka administracji samorządowej. W skład zespołu wchodzi 13 gmin.
| Gmina                  | Populacja (z 2007) | Powierzchnia (km²) | Gęstość zaludnienia (os./km²) |
| ---------------------- | ------------------ | ------------------ | ----------------------------- |
| Fafe                   | 53 696             | 218,87             | 245,33                        |
| Guimarães              | 162 618            | 242,85             | 669,62                        |
| Póvoa de Lanhoso       | 24 175             | 131,99             | 183,15                        |
| Vieira do Minho        | 14 193             | 220,15             | 64,47                         |
| Vila Nova de Famalicão | 134 336            | 201,85             | 665,52                        |
| Vizela                 | 24 274             | 23,92              | 1014,80                       |
| Amares                 | 19 756             | 81,86              | 241,33                        |
| Barcelos               | 124 498            | 378,70             | 328,75                        |
| Braga                  | 175 063            | 183,51             | 953,97                        |
| Terras de Bouro        | 7 631              | 276,17             | 27,63                         |
| Vila Verde             | 49 021             | 227,20             | 215,76                        |
| Cabeceiras de Basto    | 17 701             | 240,88             | 73,48                         |
| Celorico de Basto      | 19,871             | 181,10             | 109,72                        |